# Свети Димитър (Калапот)
Вижте пояснителната страница за други значения на Свети Димитър.
„Свети Димитър“ (на гръцки: Ιερά Μονή Αγίου Δημητρίου Πανοράματος) е манастирска църква край село Калапот (Панорама), Гърция, част от Зъхненската и Неврокопска епархия.

## Местоположение
Манастирът е разположен на три километра западно от селото, на плато сред склоновете на Сминица (Меникио). До него води частично запазен калдаръмен път. Освен католиконът от манастирския комплекс не е оцеляла никаква друга сграда.

## История
Църквата е построена в 1865 година според надписа върху мраморна плоча над източния прозорец със средства на каазата. В 1952 година в манастира умира последният монах – игуменът Дионисий.

## Архитектура
В архитектурно отношение представлява еднокорабен кръстокуполен храм от тип разпространен между XVI – XIX век на Атон и другаде на Балканите. Апсидата е изпъкнала на изток. На западната и на част от южната страна има трем. Външните повърхности на църквата са напълно лишени от декорация. Куполът е висок с осмостенен барабан, който се поема от страничните стени, без никаква друга подкрепа. Две двойки колони отделят олтарното пространство от наоса, а други две отделят наоса от притвора. Притворът е покрит с напречен свод. Тремът първоначално е отворен, с колони, а по-късно е затворен. Покрите е с ниски арки, които почиват върху стената. Храмът има два входа, един от западната и един от южната страна и тесни правоъгълни прозорци от северната, южната и източната страна. Триетажната камбанария е оформена на входната ос на запад.
Църквата е иззидана от речен камък и правоъгълни мраморни блокове по ъглите. От релефни мраморни блокове са и свододете над отворите. Тухли има само в дъгите, които украсяват барабана на купола.
В интериора са запазени иконостасните икони, резбован владишки трон и резбовани проскинитарии. Резбованият иконостас е почти с височината на сградата. Царските икони на Христос Вседържител, Богородица, Свети Димитър и Свети Йоан Предтеча са датирани 1866 година и са на Йеремия от Мелник, докато иконата на свети Николай и свети Харалампий е датирана 1872 година, дарена е от Атанас Апостолов от Просечен и е подписана от Стерги Георгиев.
Стенописите покриват всички вътрешни повърхности и са от края на 1874 година, като надписите са на български. Когато районът попада в Гърция в 1913 година, надписите са заличени. В апсидата е изобразена Света Богородица Ширшая небес, а в купола Христос Вседържител с четиримата евангелисти и пророци в барабана.
В купола има полилей с надпис:
| „ | Ο ΠΟΛΛ ΥΕΑΙΟΣ ΟΥΤΟΣ ΑΦΙΕΡΩΘΗ / ΤΗ ΕΝ ΚΑΛΑΠΟΤΙΩ ΙΕΡΑ ΕΚΚΛΗΣΙΑ ΤΟΥ ΑΓ. / ΑΗΜΗΤΡΙΟΥ ΠΑΡΑ ΤΙΝΩΝ ΑΝΩΝΥΜΩΝ ΕΥ / ΣΕΒΩΝ ΧΡΙΣΤΗΑΝΩΝ ΤΩΝ ΧΩΡΙΩΝ ΤΣΑ / ΡΤΣΙΣΤΑ ΚΑΙ ΕΛΕΣΝΙΤΣΑΣ ΔΗΜΗΣΑΡΙΟΥ / ΕΙΣ ΜΝΗΜΟΣΥΝΟΝΑΥΤΩΝ ΚΑΙ ΤΩΝ ΓΟΝΕΩΝ | “ |

- Стенописи в църквата